# Monaeses pustulosus
Monaeses pustulosus är en spindelart som beskrevs av Pietro Pavesi 1895. Monaeses pustulosus ingår i släktet Monaeses och familjen krabbspindlar. Inga underarter finns listade i Catalogue of Life.